# Joseph Brodsky
Joseph Brodsky, pseudônimo de Iosif Aleksandrovich Brodsky (em russo:  Ио́сиф Алекса́ндрович Бро́дский; Leningrado, 24 de maio de 1940 — Nova Iorque, 28 de janeiro de 1996) foi um poeta russo naturalizado estadunidense.
Brodsky entrou em conflito com as autoridades soviéticas e foi expulso da União Soviética em 1972, estabelecendo-se nos Estados Unidos com a ajuda de W. H. Auden e de outros escritores. Ele ensinou, posteriormente em universidades, incluindo a de Yale, Cambridge e Michigan.
Foi agraciado com o Nobel de Literatura de 1987.

## Primeiros anos
Brodsky nasceu em uma família judia, em Leningrado. Seu pai, Aleksandr Brodsky, foi um fotógrafo profissional na Marinha Soviética e sua mãe, Maria Volpert Brodsky, foi uma intérprete profissional cujo trabalho muitas vezes ajudou a sustentar a família. Eles moravam em apartamentos comunais, na pobreza, marginalizados por sua condição judaica.
Como um jovem estudante Brodsky era "uma criança rebelde", conhecido por seu mau comportamento durante as aulas. Aos quinze anos, ele deixou a escola e tentou entrar na escola de submarinistas, mas não teve sucesso. Ele passou a trabalhar como operador de máquina de moagem. Mais tarde, decidiu se tornar um médico, e trabalhou no necrotério da prisão de Kresty, cortando e costurando corpos. Em seguida, ele realizou uma série de trabalhos em hospitais, na sala da caldeira de um navio, e em expedições geológicas. Ao mesmo tempo, Brodsky, iniciou um programa de autoformação. Ele aprendeu polonês, para que ele pudesse traduzir as obras de poetas poloneses como Czesław Miłosz e inglês para que pudesse traduzir John Donne. Com o tempo adquiriu um profundo interesse na filosofia clássica, religião, mitologia e poesia inglesa e norte-americana.

## Obras

### Coletâneas de poesia
- 1967: Elegy for John Donne and Other Poems, escolhidas, traduzidas e prefaciadas por Nicholas William Bethell, Londres: Longman[5]
- 1968: Velka elegie, Paris: Edice Svedectvi
- 1972: Poems, Ann Arbor, Michigan: Ardis
- 1973: Selected Poems, traduzido do russo por George L. Kline. Nova York: Harper & Row
- 1977: A Part of Speech[6]
- 1977: Poems and Translations, Keele: University of Keele
- 1980: A Part of Speech, Nova York: Farrar, Straus & Giroux
- 1981: Verses on the Winter Campaign 1980, traduzido por Alan Myers.–Londres: Anvil Press
- 1988: To Urania : Selected Poems, 1965–1985, Nova York: Farrar, Straus & Giroux
- 1995: On Grief and Reason: Essays, Nova York: Farrar, Straus & Giroux
- 1996: So Forth : Poems, Nova York: Farrar, Straus & Giroux
- 1999: Discovery, Nova York: Farrar, Straus & Giroux
- 2000: Collected Poems in English, 1972–1999, editado por Ann Kjellberg, Nova York: Farrar, Straus & Giroux
- 2001: Nativity Poems, traduzido por Melissa Green–New York: Farrar, Straus & Giroux

### Coletâneas de ensaios e entrevistas
- 1986: Less Than One: Selected Essays, New York: Farrar, Straus & Giroux. (Winner of the National Book Critics Circle Award)
- 1992: Watermark, Noonday Press; New York: Farrar, Straus & Giroux
- 1995: On Grief and Reason: Essays. Farrar, Straus and Giroux.
- 2003: Joseph Brodsky: Conversations, ed. por Cynthia L. Haven. Jackson, Miss.: University Press of Mississippi Literary Conversations Series.

### Peças de teatro
- 1989: Marbles : a Play in Three Acts, traduzido por Alan Myers com Joseph Brodsky.–Nova York: Farrar, Straus & Giroux
- 1991: Democracy! in Granta 30 New Europe, traduzido por Alan Myers e Joseph Brodsky.

### Publicações em português
- 1994: Menos que um. Ensaios. São Paulo: Companhia das Letras.
- 2001: Paisagem com inundação. Ed. Bilíngue. Editora Cotovia.
- 2006: Marca d'água. São Paulo: Cosac & Naify.
- 2016: Sobre o exílio. Editora Âyine. Biblioteca Antagonista.
- 2018: A musa em exílio. Editora Âyine.
- 2019: Poemas de Natal. Editora Âyine.